# Anomala devota
Anomala devota är en skalbaggsart som beskrevs av Rossi 1790. Anomala devota ingår i släktet Anomala och familjen Rutelidae. Inga underarter finns listade i Catalogue of Life.